# Francesco Castagnola
Pour les articles homonymes, voir Castagnola.
Francesco Castagnola   (né  à Naples en Campanie, Italie,  et mort à Gênes le 15 novembre 1385) est un cardinal italien du XIVe siècle.

## Biographie
Castagnola est protonotaire apostolique.Le pape Urbain VI le crée cardinal lors du consistoire du 17 décembre 1384. 